# Inga Tidblad
Inga Sofia Westergren, känd under flicknamnet Inga Tidblad, född 29 maj 1901 i Adolf Fredriks församling i Stockholm, död 12 september 1975 i Bromma, Västerleds församling, Stockholm, var en svensk skådespelare.

## Biografi
Tidblad var dotter till ingenjören Otto Tidblad och Helga Krumlinde. Hon genomgick 1919–1920 Dramatiska teaterns elevskola och engagerades efter en med hjälp av de Wahl-stipendiet företagen studieresa till Tyskland, Storbritannien och Frankrike vid Svenska Teatern. Inga Tidblad hade då redan tidigare 1920 debuterat på Kungliga Dramatiska Teatern. På Svenska teatern stannade hon till branden 1925, då teatern lades ned. Därefter övergick hon till Vasateatern, där hon var aktiv till 1926, och var därefter 1926–1931 anställd under Pauline Brunius på Oscarsteatern, där hon var Gösta Ekmans viktigaste motspelerska, och från 1932 var hon en av de ledande skådespelarna vid Dramaten. Med sin charm och humor var hon en duktig lustspelsskådespelare, men hon hade dessutom en intensitet och känsla för psykologi. 
Redan under studietiden på elevskolan uppmärksammades Tidblads skådespelarbegåvning. Då Olof Molander 1921 satte upp Shakespeares Stormen fick hon rollen som Ariel, och hyllades för sina insatser av både publik och kritik. På Svenska teatern fick hon till en början främst mindre roller, men 1925 fick hon rollen som Aude i Paul Raynals Graven under triumfbågen mot Gösta Ekman den äldre och Ivan Hedqvist, vilken kom att bli hennes stora genombrott.
Hon spelade allt från Rosalinde i Som ni behagar till titelrollen i Fröken Julie. Till hennes stora framträdanden hör också modern i Lång dags färd mot natt (1956) och fru Alving i Gengångare (1969).
Även om Tidblad främst var teaterskådespelare medverkade hon i flera filmer. Till de mest kända hör Intermezzo (1936), Frånskild (1951) och Pistolen (1973).
När Riksteatern gav Jan de Hartogs Himmelssängen 1953 spelade hon mot sin make Håkan Westergren.
1937 tilldelades hon Litteris et artibus, 1944 var hon den första att ta emot Teaterförbundets guldmedalj för "utomordentlig konstnärlig gärning"och 1956 delade hon O'Neill-stipendiet med Lars Hanson.
Tidblad var från 1924 gift med skådespelaren Ragnar Billberg (1899–1930), som dog 30 år gammal efter en filminspelning i Paris, och från 1931 med skådespelaren Håkan Westergren (1899–1981). I första äktenskapet fick hon dottern Lena Billberg (1926–1997), senare gift med översten Sture Erlandsson som var marin- och flygattaché i Bonn. I andra äktenskapet fick hon ytterligare två barn, skådespelarna Meg Westergren (född 1932) och Claes-Håkan Westergren (1935–2020).
Makarna Westergren är begravda på Norra begravningsplatsen i Stockholm.

## Filmografi (i urval)
- 1921 – En hjulsaga eller Kärlek och tombolaspel
- 1922 – Norrtullsligan
- 1923 – Andersson, Pettersson och Lundström
- 1923 – Mälarpirater
- 1924 – Grevarna på Svansta
- 1924 – Ödets man
- 1926 – Farbror Frans
- 1928 – Svarte Rudolf
- 1930 – För hennes skull
- 1931 – Generalen
- 1931 – Längtan till havet
- 1933 – Hälsingar
- 1934 – Sången om den eldröda blomman
- 1934 – Hon eller ingen
- 1936 – Intermezzo
- 1936 – Janssons frestelse
- 1940 – Pinocchio (Röst)[10]
- 1942 – Lågor i dunklet
- 1943 – Det brinner en eld
- 1944 – Den osynliga muren
- 1944 – Kungajakt
- 1945 – Skådetennis
- 1951 – Dårskapens hus
- 1951 – Frånskild
- 1953 – Kvinnohuset
- 1954 – Gabrielle
- 1955 – Enhörningen
- 1956 – Den dödes skugga
- 1961 – Pärlemor
- 1973 – Pistolen
- 1974 – Gangsterfilmen

## Teater

### Roller (ej komplett)
| År   | Roll                                                                        | Produktion | Regi                | Teater                           |
| ---- | --------------------------------------------------------------------------- | --- | ------------------- | -------------------------------- |
| 1920 | Thérès Desmignères                                                          | Äventyret Gaston Arman de Caillavet och Robert de Flers                                                                                      | Karl Hedberg        | Dramaten                         |
| 1920 | Simba                                                                       | Markis von Keith Frank Wedekind | Karl Hedberg        | Dramaten                         |
| 1921 | Femte tjänarinnan                                                           | Elektra Hugo von Hofmannsthal | Tor Hedberg         | Dramaten                         |
| 1922 | Gabrielle                                                                   | Den leende fru Madeleine André Obey och Denys Amiel                                                                                          | Olof Molander       | Dramaten                         |
| 1922 | Ursula                                                                      | Den objudna gästen Maurice Maeterlinck | Olof Molander       | Dramaten                         |
| 1922 | Barbro                                                                      | Gustav Vasa August Strindberg | Gunnar Klintberg    | Svenska teatern, Stockholm       |
| 1923 | Elisabeth Dohna                                                             | Gösta Berlings saga Selma Lagerlöf | Gunnar Klintberg    | Svenska teatern, Stockholm       |
| 1924 |                                                                             | Det levande liket Leo Tolstoj | Gunnar Klintberg    | Svenska teatern                  |
| 1924 | Aude                                                                        | Graven under Triumfbågen Paul Raynal | Gunnar Klintberg    | Svenska teatern, Stockholm       |
| 1925 |                                                                             | Alarmklockan Maurice Hennequin och Romain Coolus                                                                                             | Gunnar Klintberg    | Vasateatern                      |
| 1926 | Prinsessan                                                                  | Svanevit August Strindberg | Gunnar Klintberg    | Vasateatern                      |
| 1926 | Malin                                                                       | Morfars hus Ejnar Smith | Gunnar Klintberg    | Vasateatern                      |
| 1926 | Aude                                                                        | Graven under triumfbågen Paul Raynal | Gunnar Klintberg    | Oscarsteatern                    |
| 1926 | Vera                                                                        | Sanningens pärla Zacharias Topelius | Rune Carlsten       | Oscarsteatern                    |
| 1926 | Consuela                                                                    | Han som får örfilarna Leonid Andrejev | Gösta Ekman         | Oscarsteatern                    |
| 1926 | Lisa                                                                        | Lycko-Pers resa August Strindberg | Rune Carlsten       | Oscarsteatern                    |
| 1927 | Helga                                                                       | Geografi och kärlek Bjørnstjerne Bjørnson | John W. Brunius     | Oscarsteatern                    |
| 1927 | Kitty Darling                                                               | Skrämda katter Margaret Mayo och Aubrey Kennedy                                                                                              | Erik Berglund       | Djurgårdsteatern                 |
| 1927 | Violet Dane                                                                 | Guldgrävare Avery Hopwood | Ernst Eklund        | Djurgårdsteatern                 |
| 1927 | Léa de Lonval                                                               | Dibbuk - Mellan tvenne världar S. Ansky | Robert Atkins       | Oscarsteatern                    |
| 1927 | Käthie                                                                      | Gamla Heidelberg Wilhelm Meyer-Förster |                     | Oscarsteatern                    |
| 1928 | Eva Atterling                                                               | Rötmånad Erik Lindorm | John W. Brunius     | Oscarsteatern                    |
| 1928 | Maria                                                                       | Skandalskolan Richard Brinsley Sheridan | Johannes Poulsen    | Oscarsteatern                    |
| 1928 | Billie Moore                                                                | Broadway Philip Dunning och George Abbott | Mauritz Stiller     | Oscarsteatern                    |
| 1928 | Annie Otto                                                                  | En komedi på slottet (Spiel im Schloss) Ferenc Molnar                                                                                        | Gösta Ekman         | Oscarsteatern                    |
| 1928 | Mary Meng                                                                   | "Patrasket" Hjalmar Bergman | John W. Brunius     | Oscarsteatern                    |
| 1929 | Colomba                                                                     | Volpone Ben Jonson | Gunnar Klintberg    | Oscarsteatern                    |
| 1929 | Gwen Cavendish                                                              | Den kungliga familjen George S. Kaufman och Edna Ferber                                                                                      | Rune Carlsten       | Oscarsteatern                    |
| 1929 | Rose Maurrant                                                               | Vid 37de gatan Elmer Rice | Svend Gade          | Oscarsteatern                    |
| 1930 |                                                                             | Gröna hissen Avery Hopwood | Gösta Ekman         | Oscarsteatern                    |
| 1930 | Gisèle Jolivet                                                              | Den stora kärleken Paul Géraldy och Robert Spitzer                                                                                           | Gösta Ekman         | Oscarsteatern                    |
| 1930 | Anna Bullen                                                                 | Henrik VIII William Shakespeare | Thomas Warner       | Oscarsteatern                    |
| 1930 | Monica Case                                                                 | En liten olycka Floyd Dell och Thomas Mitchell                                                                                               | Gösta Ekman         | Oscarsteatern                    |
| 1930 | Lo Brinkman                                                                 | Trions bröllop Sigfrid Siwertz | John W. Brunius     | Oscarsteatern                    |
| 1930 | Kate Bang                                                                   | Farmors revolution Jens Locher | Pauline Brunius     | Oscarsteatern                    |
| 1930 | Barbro                                                                      | Gustaf Vasa August Strindberg | Gunnar Klintberg    | Oscarsteatern                    |
| 1930 | Laura Simmons                                                               | 18 år John Van Druten | Pauline Brunius     | Oscarsteatern                    |
| 1930 | Ingrid                                                                      | En herrgårdssägen Selma Lagerlöf | Einar Fröberg       | Oscarsteatern                    |
| 1930 |                                                                             | En herre i frack Seymour Hicks | Nils Johannisson    | Oscarsteatern                    |
| 1931 |                                                                             | Det svaga könet Édouard Bourdet | Max Reinhardt       | Oscarsteatern                    |
| 1931 | Elisabeth Wagner                                                            | Statister Richard Duschinsky | Svend Gade          | Oscarsteatern                    |
| 1932 | Fanny                                                                       | Fanny Marcel Pagnol | Pauline Brunius     | Oscarsteatern                    |
| 1932 | Billie Moore                                                                | Broadway Philip Dunning och George Abbott | Mauritz Stiller     | Vasateatern                      |
| 1932 | Aude                                                                        | Graven under triumfbågen Paul Raynal | Harry Roeck Hansen  | Vasateatern                      |
| 1932 | Mary Meng                                                                   | "Patrasket" Hjalmar Bergman | Gösta Ekman         | Vasateatern                      |
| 1932 | Blanche                                                                     | Gröna hissen Avery Hopwood | Gösta Ekman         | Vasateatern                      |
| 1933 | Monica Grey                                                                 | Mannen och hans omoral Samuel Nathaniel Behrman                                                                                              | Gösta Ekman         | Vasateatern                      |
| 1933 |                                                                             | Middag kl. 8 George S. Kaufman och Edna Ferber                                                                                               | Gösta Ekman         | Vasateatern                      |
| 1933 | Manuela Pauline                                                             | Damen i vitt Marcel Achard | Rune Carlsten       | Dramaten                         |
| 1934 | Lydia Languish                                                              | Rivalerna Richard Brinsley Sheridan | Alf Sjöberg         | Dramaten                         |
| 1934 | Anaïs                                                                       | Den italienska halmhatten Eugene Labiche | Olof Molander       | Dramaten                         |
| 1935 | Electrical girl                                                             | Kvartetten som sprängdes Birger Sjöberg | Rune Carlsten       | Dramaten                         |
| 1935 | Catherine                                                                   | Trots allt Henry Bernstein | Rune Carlsten       | Dramaten                         |
| 1935 |                                                                             | Ung kärlek Samson Raphaelson | Ragnar Arvedson     | Konserthusteatern Turné          |
| 1936 | Patricia                                                                    | Millionärskan George Bernard Shaw | Alf Sjöberg         | Dramaten                         |
| 1937 | Evelyne Tornblad                                                            | Skönhet Sigfrid Siwertz | Alf Sjöberg         | Dramaten                         |
| 1937 | Eva                                                                         | Eva gör sin barnplikt Kjeld Abell | Rune Carlsten       | Dramaten                         |
| 1937 | Jackie Coryton                                                              | Höfeber Noël Coward | Alf Sjöberg         | Dramaten                         |
| 1937 | Catherine                                                                   | En sån dag! Dodie Smith | Rune Carlsten       | Dramaten                         |
| 1938 | Pearl                                                                       | Spel på havet Sigfrid Siwertz | Alf Sjöberg         | Dramaten                         |
| 1938 | Ellen                                                                       | Älskling, jag ger mig… Mark Reed | Olof Molander       | Dramaten                         |
| 1939 | Grace Fenning (Fenny)                                                       | Guldbröllop Dodie Smith | Carlo Keil-Möller   | Dramaten                         |
| 1939 | Klara Fina Gulleborg                                                        | Kejsaren av Portugallien Selma Lagerlöf | Rune Carlsten       | Dramaten                         |
| 1940 | Beatrice                                                                    | Mycket väsen för ingenting William Shakespeare                                                                                               | Alf Sjöberg         | Dramaten                         |
| 1940 | Alice Sycamore                                                              | Koppla av Moss Hart | Carlo Keil-Möller   | Dramaten                         |
| 1941 | Cyprienne                                                                   | Vi skiljas Victorien Sardou och Émile de Najac                                                                                               | Alf Sjöberg         | Dramaten                         |
| 1942 | Claudia Naughton                                                            | Claudia Rose Franken | Carlo Keil-Möller   | Dramaten                         |
| 1943 | Bérengére                                                                   | Vår hemliga dröm Robert Boissy | Carlo Keil-Möller   | Dramaten                         |
| 1943 | Marthe Bourdier                                                             | Kungen Robert de Flers, Emmanuel Arène och Gaston Arman de Caillavet                                                                         | Rune Carlsten       | Dramaten                         |
| 1945 | Harriet                                                                     | Av hjärtans lust Karl Ragnar Gierow | Rune Carlsten       | Dramaten                         |
| 1946 | Leona Richards                                                              | Morgondagens värld James Gow och Arnaud d'Usseau                                                                                             | Martha Lundholm     | Vasateaterns turné               |
| 1947 | Indras dotter                                                               | Ett drömspel August Strindberg | Olof Molander       | Malmö stadsteater                |
| 1948 | Thérèse                                                                     | En vildfågel Jean Anouilh | Rune Carlsten       | Dramaten                         |
| 1949 | Anne Boleyn                                                                 | En dag av tusen Maxwell Anderson | Olof Molander       | Dramaten                         |
| 1950 | Thérèse                                                                     | En vildfågel Jean Anouilh | Johan Falck         | Norrköping-Linköping stadsteater |
| 1950 | Léa de Lonval                                                               | Chéri Colette | Mimi Pollak         | Dramaten                         |
| 1952 | Agnes                                                                       | Himmelssängen Jan de Hartog | Ernst Eklund        | Lisebergsteatern                 |
| 1956 | Marguerite Gautier                                                          | Kameliadamen Alexandre Dumas den yngre | Johan Falck         | Helsingborgs stadsteater         |
| 1956 | Marguerite Gautier                                                          | Kameliadamen Alexandre Dumas den yngre | Lars-Levi Læstadius | Malmö stadsteater                |
| 1958 | Lady Marlowe                                                                | Silverbröllop Michael Clayton Hutton | Per Gerhard         | Vasateatern                      |
| 1959 | Mrs Shankland Sybil                                                         | Vid skilda bord Terence Rattigan | Per Gerhard         | Vasateatern                      |
| 1960 | Gertrud                                                                     | Hamlet William Shakespeare | Alf Sjöberg         | Dramaten                         |
| 1964 | Shi Mo, lydnadslärarinna vid Fenixfängelserna                               | Tre knivar från Wei Harry Martinson | Ingmar Bergman      | Dramaten                         |
| 1968 | Anne Boleyn Fröken Rosita Jeanne d'Arc/Emilie Högqvist Irene Holm Rosalinda | Porträtt av fem kvinnor Karl Ragnar Gierow, Maxwell Anderson, Federico García Lorca, Friedrich Schiller, Herman Bang och William Shakespeare | Inga Tidblad        | Norrköping-Linköping stadsteater |
| 1970 | Anne Anna-Mary Conklin                                                      | Vi är alla lika Noël Coward | Per-Axel Branner    | Maximteatern                     |

## Radioteater

### Roller
| År   | Roll      | Produktion                                 | Regi          |
| ---- | --------- | ------------------------------------------ | ------------- |
| 1948 | Cyprienne | Vi skiljas Victorien Sardou                | Rune Carlsten |
| 1948 | Kleopatra | Antonius och Kleopatra William Shakespeare | Alf Sjöberg   |

## Bildgalleri

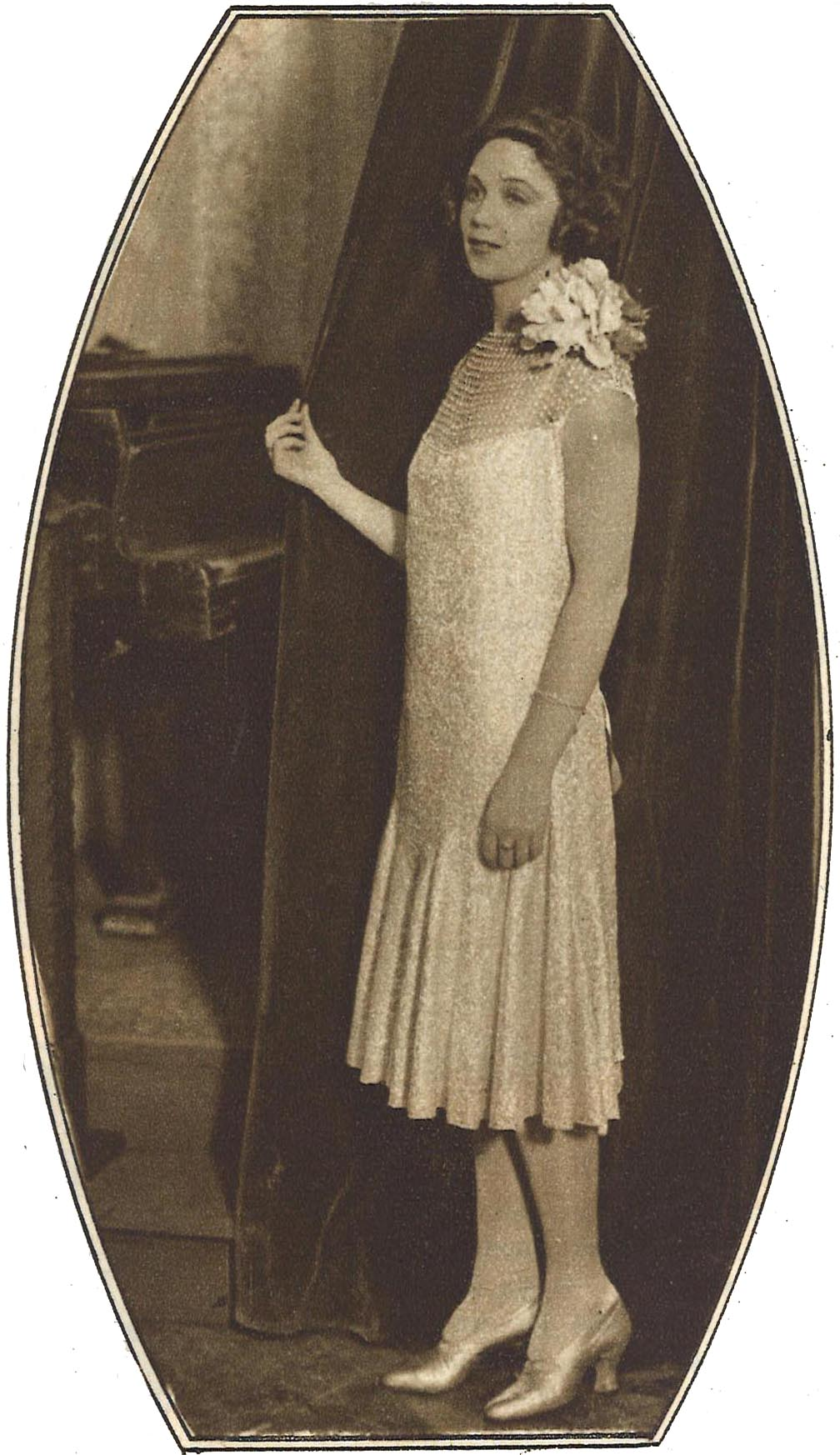
Inga Tidblad i lustspelet Alarmklockan på Vasateatern 1925.
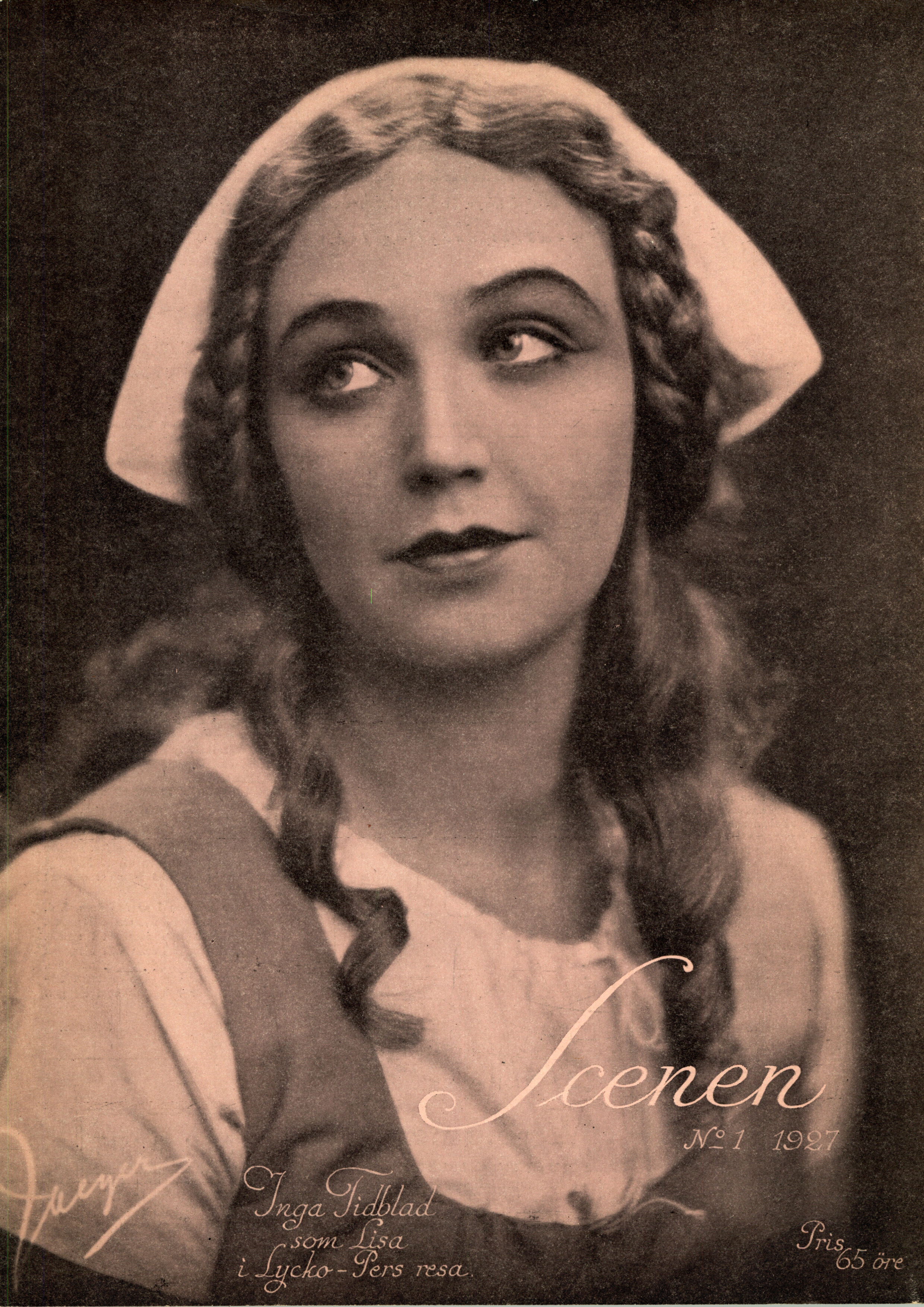
Inga Tidblad som Lisa i Lycko-Pers resa. (Scenen 1927).

### Fotnoter
1. 1 2 3  Sveriges Dödbok 1901–2009, DVD-ROM, Version 5.00, Sveriges Släktforskarförbund (2010).
2. 1 2 3  Tidblad, Inga Sofia, skådespelerska, Nockeby
3. 1 2 3 4  Tidblad, Inga i Svenska män och kvinnor (1954)
4. ↑  ”Arkivet Rollboken - Dramaten”. www.dramaten.se. Arkiverad från originalet den 22 oktober 2020. https://web.archive.org/web/20201022200932/https://www.dramaten.se/medverkande/rollboken/Person/5206. Läst 15 september 2020.
5. ↑  Ericson Uno, Engström Klas, red (1993). Myggans nöjeslexikon: ett uppslagsverk om underhållning. 14, Talm-Över. Höganäs: Bra böcker. sid. 144–145. Libris 7665092. ISBN 91-7752-272-9
6. ↑  Rotemannen, CD-ROM, Sveriges Släktforskarförbund/Stockholms Stadsarkiv (2012).
7. ↑  Begravda i Sverige, CD-ROM, Version 1.00, Sveriges Släktforskarförbund.
8. ↑  Erlandsson Sture Överste, 26, 79 Marin- o. flygattaché i Sveriges statskalender / 1984 / s 105.
9. ↑  Norra begravningsplatsen, kvarter 10A, gravnummer 171 på Hittagraven.se. Åtkomst 27 juni 2013.
10. ↑  Aftonbladet, 22 april 1941, sid. 10
11. ↑  ”Gustav Vasa”. Musikverket. https://calmview.musikverk.se/CalmView/Record.aspx?src=CalmView.Performance&id=P14088&pos=185. Läst 23 mars 2024.
12. ↑  B. B-n (12 december 1923). ”'Gösta Berlings saga' på Svenska teatern”. Dagens Nyheter:  s. 8. https://arkivet.dn.se/tidning/1923-12-12/11161-338/8. Läst 23 mars 2024.
13. ↑  ”'Borgmästarinnan' återuppstår snart på Vasateatern”. Dagens Nyheter:  s. 5. 6 mars 1924. http://arkivet.dn.se/arkivet/tidning/1924-03-06/65/5. Läst 27 juli 2015.
14. ↑  B. B-n (30 december 1924). ”'Graven under Triumfbågen' på Svenskan”. Dagens Nyheter:  s. 1. https://arkivet.dn.se/tidning/1924-12-30/356/1. Läst 23 mars 2024.
15. ↑  ”Vasateatern skönare”. Dagens Nyheter:  s. 7. 1 september 1925. http://arkivet.dn.se/arkivet/tidning/1925-09-01/236/7. Läst 1 augusti 2015.
16. ↑  Bo Bergman (7 januari 1926). ”'Svanevit' på Vasateatern”. Dagens Nyheter:  s. 4. http://arkivet.dn.se/arkivet/tidning/1926-01-07/5/4. Läst 29 augusti 2015.
17. ↑  ”Morfars hus”. Musikverket. http://calmview.musikverk.se/CalmView/Record.aspx?src=CalmView.Performance&id=PERF14410&pos=321. Läst 11 juli 2015.
18. ↑  Bo Bergman (17 januari 1926). ”'Morfars hus' på Vasateatern”. Dagens Nyheter:  s. 18. http://arkivet.dn.se/arkivet/tidning/1926-01-17/15/18. Läst 6 januari 2016.
19. ↑  ”Graven under Triumfbågen”. Musikverket. http://calmview.musikverk.se/CalmView/Record.aspx?src=CalmView.Performance&id=PERF22316&pos=63. Läst 5 juni 2015.
20. ↑  ”'Sanningens pärla' på Oscarsteatern: Premiär för skolteaterns yngre grupp”. Dagens Nyheter:  s. 19. 19 oktober 1926. http://arkivet.dn.se/arkivet/tidning/1926-10-19/284/9. Läst 6 januari 2016.
21. ↑  Rosengren, Margit (1948). Oförgätligt glada stunder...: Ett livs roman i få sekunder. Stockholm: C. E. Fritzes bokförlag AB. sid. 122. Libris 784760
22. ↑  ”'Han som får örfilarna' på Oscars”. Dagens Nyheter:  s. 13. 22 oktober 1926. http://arkivet.dn.se/arkivet/tidning/1926-10-22/287/13. Läst 2 augusti 2015.
23. ↑  Oscar Rydqvist (26 november 1926). ”'Lycko-Per' på Skolteatern”. Dagens Nyheter:  s. 11. http://arkivet.dn.se/arkivet/tidning/1926-11-26/322/11. Läst 6 januari 2016.
24. ↑  ”'Geografi och kärlek' på skolteatern”. Dagens Nyheter:  s. 7. 29 mars 1927. http://arkivet.dn.se/arkivet/tidning/1927-03-29/85/7. Läst 5 januari 2016.
25. ↑  ”Geografi och kärlek”. Musikverket. http://calmview.musikverk.se/CalmView/Record.aspx?src=CalmView.Performance&id=PERF22320&pos=62. Läst 4 juni 2015.
26. ↑  ”Teater och Musik”. Dagens Nyheter:  s. 11. 5 maj 1927. http://arkivet.dn.se/arkivet/tidning/1927-05-05/120/11. Läst 5 januari 2016.
27. ↑  Bo Bergman (7 maj 1927). ”Djurgårdspremiär”. Dagens Nyheter:  s. 10. http://arkivet.dn.se/arkivet/tidning/1927-05-07/122/10. Läst 6 januari 2016.
28. ↑  Bo Bergman (18 juni 1927). ”'Guldgrävare' på Djurgårdsteatern”. Dagens Nyheter:  s. 6. http://arkivet.dn.se/arkivet/tidning/1927-06-18/162/6. Läst 6 januari 2016.
29. ↑  ”Dibbuk”. Musikverket. http://calmview.musikverk.se/CalmView/Record.aspx?src=CalmView.Performance&id=PERF22270&pos=39. Läst 4 juni 2015.
30. ↑  Bo Bergman (23 september 1927). ”'Dibbuk' på Oscarsteatern”. Dagens Nyheter:  s. 10. http://arkivet.dn.se/arkivet/tidning/1927-09-23/258/10. Läst 6 januari 2016.
31. ↑  Oscar Rydqvist (20 oktober 1927). ”På Skolteater”. Dagens Nyheter:  s. 8. http://arkivet.dn.se/arkivet/tidning/1927-10-20/285/8. Läst 6 januari 2016.
32. ↑  Bo Bergman (12 februari 1928). ”'Rötmånad' på Oscarsteatern”. Dagens Nyheter:  s. 14. http://arkivet.dn.se/arkivet/tidning/1928-02-12/41/14. Läst 6 januari 2016.
33. ↑  ”Rötmånad”. Musikverket. http://calmview.musikverk.se/CalmView/Record.aspx?src=CalmView.Performance&id=PERF24991&pos=132. Läst 11 juni 2015.
34. ↑  Bo Bergman (31 mars 1928). ”'Skandalskolan': Oscarsteaterns premiär”. Dagens Nyheter:  s. 1. http://arkivet.dn.se/arkivet/tidning/1928-03-31/89/1. Läst 6 januari 2016.
35. ↑  ”Skandalskolan”. Musikverket. http://calmview.musikverk.se/CalmView/Record.aspx?src=CalmView.Performance&id=PERF22274&pos=136. Läst 11 juni 2015.
36. ↑  Bo Bergman (29 april 1928). ”'Broadway' på Oscarsteatern”. Dagens Nyheter:  s. 17. http://arkivet.dn.se/arkivet/tidning/1928-04-29/116/17. Läst 6 januari 2016.
37. ↑  ”Broadway”. Musikverket. http://calmview.musikverk.se/CalmView/Record.aspx?src=CalmView.Performance&id=PERF22275&pos=15. Läst 3 juni 2015.
38. ↑  Bo Bergman (2 november 1928). ”Hjalmar Bergmans 'Patrasket'”. Dagens Nyheter:  s. 1. http://arkivet.dn.se/arkivet/tidning/1928-11-02/300/1. Läst 6 januari 2016.
39. ↑  ”Volpone”. Musikverket. http://calmview.musikverk.se/CalmView/Record.aspx?src=CalmView.Performance&id=PERF22277&pos=167. Läst 12 juni 2015.
40. ↑  Bo Bergman (1 september 1929). ”'Den kungliga familjen' på Oscars”. Dagens Nyheter:  s. 9. http://arkivet.dn.se/arkivet/tidning/1929-09-01/237/9. Läst 6 januari 2016.
41. ↑  ”Scen och Film: Gott om folk på Oscarsteaterns premiär”. Dagens Nyheter:  s. 12. 27 november 1929. http://arkivet.dn.se/arkivet/tidning/1929-11-27/324/12. Läst 6 januari 2016.
42. ↑  Bo Bergman (29 november 1929). ”Premiärer på Oscars och Operan”. Dagens Nyheter:  s. 9. http://arkivet.dn.se/arkivet/tidning/1929-11-29/326/9. Läst 6 januari 2016.
43. ↑  Teatern 1929 i Svenska Dagbladets Årsbok – händelserna 1929 (1930) s. 121
44. ↑  ”Teater Musik och Film”. Dagens Nyheter:  s. 9. 13 februari 1930. http://arkivet.dn.se/tidning/1930-02-13/42/9. Läst 19 februari 2017.
45. ↑  Bo Bergman (8 mars 1930). ”Henrik VIII”. Dagens Nyheter. http://arkivet.dn.se/arkivet/tidning/1930-03-08/65/26. Läst 11 maj 2016.
46. ↑  Bo Bergman (23 mars 1930). ”'En liten olycka' på Oscarsteatern”. Dagens Nyheter. http://arkivet.dn.se/tidning/1930-03-23/80/8. Läst 4 mars 2017.
47. ↑  ”Trions bröllop”. Musikverket. http://calmview.musikverk.se/CalmView/Record.aspx?src=CalmView.Performance&id=PERF22324&pos=158. Läst 11 juni 2015.
48. ↑  Teatern 1930 i Svenska Dagbladets Årsbok – händelserna 1930 (1931) s. 145
49. ↑  Bo Bergman (7 september 1930). ”'Farmors revolution' på Oscarsteatern”. Dagens Nyheter:  s. 14. http://arkivet.dn.se/arkivet/tidning/1930-09-07/242/14. Läst 29 augusti 2015.
50. ↑  Manstad, Margit (1987). Och vinden viskade så förtroligt. Stockholm: Läsförlaget AB. sid. 95. Libris 7673797. ISBN 91-7902-067-4
51. ↑  ”Gustaf Vasa”. Musikverket. http://calmview.musikverk.se/CalmView/Record.aspx?src=CalmView.Performance&id=PERF22326&pos=70. Läst 5 juni 2015.
52. ↑  Teatern 1930 i Svenska Dagbladets Årsbok – händelserna 1930 (1931) s. 148
53. ↑  Erik Nyblom (19 oktober 1930). ”'18 år' på Oscars”. Dagens Nyheter:  s. 9. http://arkivet.dn.se/tidning/1930-10-19/284/9. Läst 4 mars 2017.
54. ↑  ”Teater Musik och Film: 'En herrgårdssägen' på Skolteatern”. Dagens Nyheter:  s. 14. 9 december 1930. https://arkivet.dn.se/tidning/1930-12-09/335/14. Läst 24 januari 2021.
55. ↑  Manstad (1987), sid 97
56. ↑  Teatern 1931 i Svenska Dagbladets Årsbok – händelserna 1931 (1932) s. 166
57. ↑  Från Stockholms teatrar 1932 i Ord och Bild: illustrerad månadsskrift (1932) s. 117
58. ↑  Från Stockholms teatrar 1932 i Ord och Bild: illustrerad månadsskrift (1932) s. 394
59. ↑  ”'Broadway'-repris”. Dagens Nyheter:  s. 10. 26 oktober 1932. http://arkivet.dn.se/arkivet/tidning/1932-10-26/292/10. Läst 27 augusti 2015.
60. ↑  ”Graven under triumfbågen”. Musikverket. http://calmview.musikverk.se/CalmView/Record.aspx?src=CalmView.Performance&id=PERF14430&pos=354. Läst 11 juli 2015.
61. ↑  ”"Patrasket"”. Musikverket. http://calmview.musikverk.se/CalmView/Record.aspx?src=CalmView.Performance&id=PERF14404&pos=355. Läst 11 juli 2015.
62. ↑  ”Gröna hissen”. Musikverket. http://calmview.musikverk.se/CalmView/Record.aspx?src=CalmView.Performance&id=PERF14431&pos=357. Läst 11 juli 2015.
63. ↑  Teateralmanack 1933 i Svenska Dagbladets Årsbok – händelserna 1933 (1934) s. 181
64. ↑  ”Mannen och hans omoral”. Musikverket. http://calmview.musikverk.se/CalmView/Record.aspx?src=CalmView.Performance&id=PERF14401&pos=358. Läst 12 juli 2015.
65. ↑  Teatern 1933 i Svenska Dagbladets Årsbok – händelserna 1933 (1934) s. 180-181
66. ↑  ”Middag kl. 8”. Musikverket. http://calmview.musikverk.se/CalmView/Record.aspx?src=CalmView.Performance&id=PERF14402&pos=363. Läst 12 juli 2015.
67. ↑  Bo Bergman (10 september 1933). ”Fru Kolthoff som gäst i Vasans 'Middag kl. 8'”. Dagens Nyheter:  s. 1. http://arkivet.dn.se/arkivet/tidning/1933-09-10/245/1. Läst 27 augusti 2015.
68. ↑  Petterson, Hjördis; Kretz Inga Maria (1983). Rosor & ruiner. Stockholm: Prisma. sid. 79. Libris 7407145. ISBN 91-518-1680-6
69. ↑  Bo Bergman (2 september 1937). ”'En så'n dag' på Dramaten”. Dagens Nyheter:  s. 1. http://arkivet.dn.se/arkivet/tidning/1937-09-02/237/1. Läst 8 januari 2016.
70. ↑  ”Teater Musik Film”. Dagens Nyheter:  s. 13. 1 juni 1946. http://arkivet.dn.se/arkivet/tidning/1946-06-01/147/13. Läst 5 maj 2016.
71. ↑  Wifstrand (1962), sid 158
72. ↑  ”Silverbröllop”. Musikverket. http://calmview.musikverk.se/CalmView/Record.aspx?src=CalmView.Performance&id=PERF14088&pos=463. Läst 3 juni 2015.
73. ↑  Ebbe Linde (19 februari 1959). ”'Vid skilda bord' på Vasan”. Dagens Nyheter:  s. 14. http://arkivet.dn.se/arkivet/tidning/1959-02-19/48/14. Läst 23 augusti 2015.
74. ↑  ”Tre knivar från Wei”. Stiftelsen Ingmar Bergman. http://ingmarbergman.se/verk/tre-knivar-från-wei. Läst 21 oktober 2015.
75. ↑  Bengt Jahnsson (23 oktober 1970). ”Trion på Maxim är skicklig men Coward var bättre förr”. Dagens Nyheter:  s. 21. http://arkivet.dn.se/tidning/1970-10-23/288/21. Läst 30 oktober 2016.
76. ↑  ”Radioprogrammet”. Dagens Nyheter:  s. 24. 14 november 1948. https://arkivet.dn.se/tidning/1948-11-14/310/24. Läst 19 december 2021.
77. ↑  ”Radioprogrammet”. Dagens Nyheter:  s. 22. 31 december 1948. https://arkivet.dn.se/tidning/1948-12-31/355/22. Läst 3 juni 2018.